# Покачи
Покачи (рус. Покачи) град је у Русији у Хантији-Мансији.

## Становништво
| 1989.  | 2002.  | 2010.  |
| ------ | ------ | ------ |
| 11.536 | 17.017 | 17.171 |